# Statistika
Statistika (njem. Statistik, od lat. status: stanje) grana je primijenjene matematike koja se bavi obradom i tumačenjem velikog broja podataka i donošenjem zaključaka o pojavama i procesima koje ti podatci predočuju.

## Statistika kao primijenjena znanost
Neki primjeri korištenja statistike:
- ispitivanja glasača prije/u tijeku izbora
- ispitivanje ljudi općenito o bilo kojoj temi
- vođenje statistike u proizvodnji procesora, utvrđivanje postotka ispravnih procesora (yield)
- vođenje statistike u proizvodnji, prije i poslije svake kontrole
- primijenjena statistika na području biomedicinskih znanosti (biostatistika)
- primijenjena statistika u području geoznanosti, odn. prostorna statistika ili geostatistika

### Logičke greške pri uporabi statistike
Najčešća logička greška je nereprezentativan uzorak pri ispitivanju. Samo ispitivanje može biti sociološki izvedeno savršeno (ispitanici popunjavaju uputnik neometani i anonimno), matematička analiza je izvedena bez grešaka (zbroj svih izbora daje 100%, ne manje ili više, što se također može dogoditi), no rezultati ipak nemaju previše veze s realnošću.
Uzorak može biti nereprezentativan iz više razloga:
- premali broj ispitanika
- ispitanici samo jednog spola
- ispitanici samo određene dobi

Rezultati dobiveni valjanom analizom nereprezentativnog uzorka su nevaljani, kao i oni dobiveni nevaljanom analizom reprezentativnog uzorka.
Reprezentativan uzorak je onaj koji dobro reprezentira populaciju kojoj pripada, a najbolje se postiže slučajnim odabirom članova.
Mali uzorak je najčešće onaj koji je manji od N=30, a neki smatraju i od N=50. Za male uzorke vrijede ponešto modificirana pravila i statistički računi.

## Statistički pojmovi i metode
- aritmetička sredina
- geometrijska sredina
- medijan
- standardna devijacija
- brojač ljudi
- teorija malih uzoraka

## Vanjske poveznice
Mrežna mjesta
- statistika Hrvatska enciklopedija
- Hrvatski Državni zavod za statistiku
- Vera Čuljak, Vjerojatnost i statistika, www.grad.hr
- Nikola Tomašegović, Modernizacija i nacionalna politika u djelima pionira statistike u Banskoj Hrvatskoj, Historijski zbornik 1/2017.

1. ↑  statistika